# Katteskæg
Katteskæg (Nardus stricta) er et 20-30 cm højt græs, der vokser på heder og sandede marker.

## Beskrivelse
Katteskæg er en stedsegrøn og flerårig, urteagtig plante med en stiv, tueformet vækst. Bladene er stift oprette, rørformet indfoldede og blågrønne. I løbet af vinteren visner forrige års blade og bliver gule. De bliver dog siddende og beskytter således de friske blade i tuen.
Blomstringen sker i maj-juni, hvor man finder blomsterne samlet i små, endestillede aks. Den blomsterbærende stængel er tynd og ru på stykket lige under akset. Hvert aks består af et antal småaks, der hver kun rummer én, reduceret og uregelmæssig blomst. Småaksene er violetblå og uden stak. Ved modningen står småaksene kamformet frem. Frøene er nødder.
Rodsystemet består af tæt trævlede og dybtgående rødder.
Højde x bredde og årlig tilvækst: 0,10 x 0,10 m (10 x 10 cm/år). De blomsterbærende stængler er dog op til 0,20 m lange.

## Voksested
Katteskæg er udbredt i Kaukasus, Sibirien og det meste af Europa, herunder også i Danmark, hvor arten er almindelig på sandede marker, overdrev, heder og i klitter, særlig hyppig i Jylland. Den er knyttet til lysåbne voksesteder med veldrænet, ofte mager bund, og den optræder som pionerplante på helt humusfri jord.
Craigdilly er et særligt udvalgt naturområde, som ligger på en meget stejl og ret tør bakkeskråning ved Megget Water, en opstemning i Lothianområdet på sydsiden af Firth of Forth, Skotland. Her findes Katteskæg sammen med bl.a. Blåbær, Revling, Bølget Bunke, Hedelyng, Hypnum cupressiforme, Lyng-Snerre, Polytrichum commune, Tormentil og Tyttebær

## Anvendelse
Planten kan glimrende anvendes i hedebedet på den helt magre bund, men den er fuldstændigt overset til have- og parkformål.
| Portal | Portal:Botanik |

## Note
1. ↑  Scottish Natural Heritage: National Vegetation Classification Survey for Craigdilly Arkiveret 24. oktober 2007 hos  Wayback Machine(engelsk)